# Кречун (село)
Кречун (рум. Crăciun) — село в Кантемірському районі Молдови. Входить до складу комуни, центром якої є село Лінгура.